# Article 13 de la Constitution tunisienne de 1959
L’article 13 de la Constitution tunisienne de 1959 est le treizième des 78 articles de la Constitution tunisienne adoptée le 1er juin 1959. Il définit les principes fondamentaux de la République tunisienne.
Il fait partie des 17 articles du chapitre intitulé « Dispositions générales », qui décrit les dispositions relatives aux principes de base de l'État tunisien de l'article 1 à l'article 4, ainsi qu'aux droits et aux devoirs du citoyen de l'article 5 à l'article 17.

## Texte
« La peine est personnelle et ne peut être prononcée qu'en vertu d'une loi antérieure au fait punissable. »